# Puymirol
Puymirol is een gemeente in het Franse departement Lot-et-Garonne (regio Nouvelle-Aquitaine). De plaats maakt deel uit van het arrondissement Agen. Puymirol telde op 1 januari 2022 903 inwoners.

## Geografie
De oppervlakte van Puymirol bedroeg op 1 januari 2022 19,54 vierkante kilometer; de bevolkingsdichtheid was toen 46,2 inwoners per km².

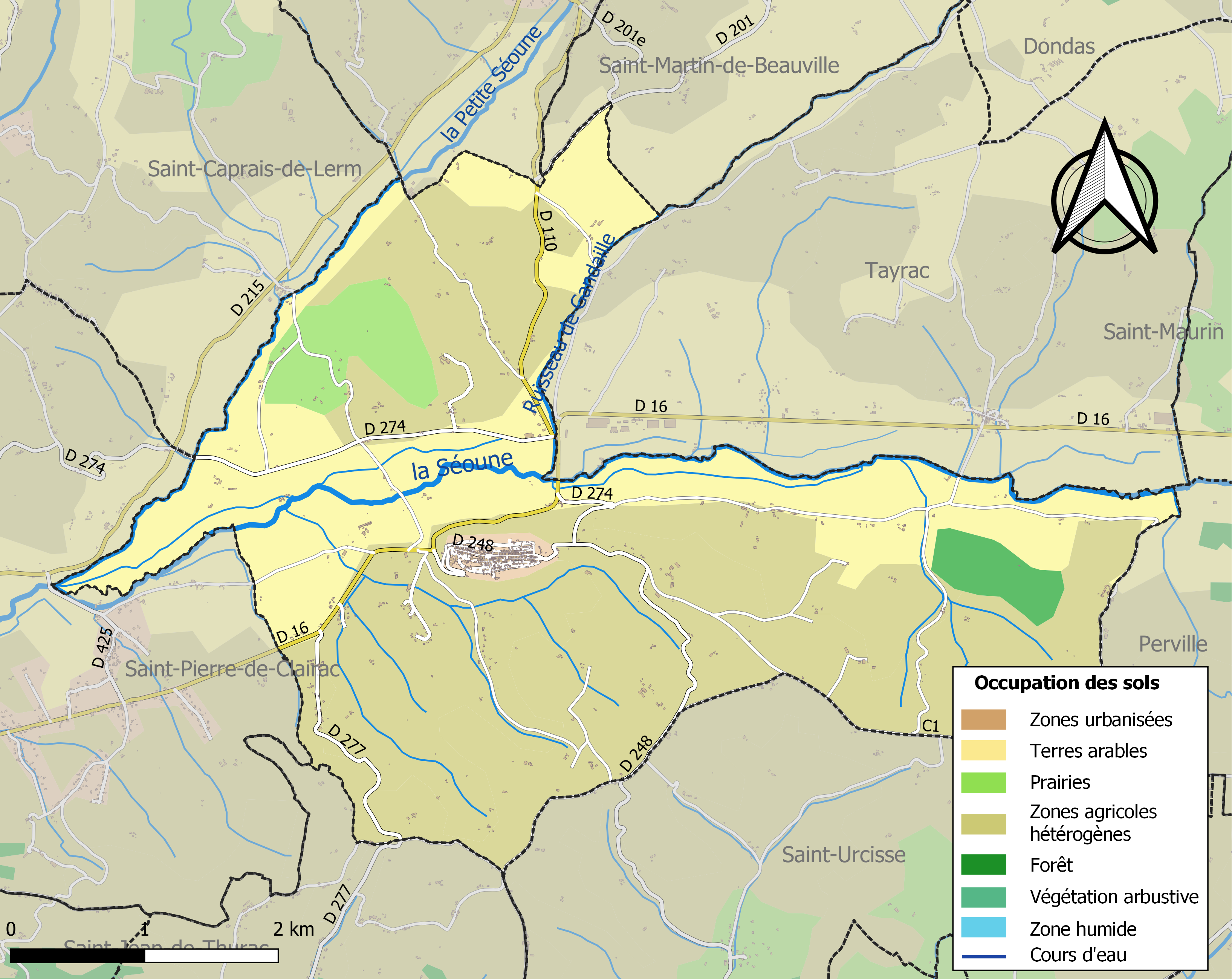
Kaart van de gemeente met de belangrijkste infrastructuur, bodemgebruik en omliggende gemeenten

## Demografie
Onderstaande figuur toont het verloop van het inwonertal (bron: INSEE-tellingen).